# Ruské menšiny v Pobaltí
Ruské menšiny v Pobaltí a vztah k nim jsou jedním ze znaků, kterými jsou si baltské státy blízké a podobné. Poměrně velká ruská menšina existuje na území všech tří těchto států. Rusové obývající oblasti Litvy, Lotyšska a Estonska se často označují jako Baltští Rusové.[zdroj?] Největší příliv Rusů byl po druhé světové válce. 
A především v tomto období si tyto státy vytvořily velkou averzi vůči Rusku, především kvůli násilné rusifikaci neboli porušťování místních obyvatel. Tato nenávist zůstává v občanech baltských států dodnes, podobně jako neoblíbenost Němců v České republice. I když je pravdou, že současné vztahy s ruskou menšinou jsou již mnohem lepší.[zdroj?] Dokonce bylo jejich urovnání podmínkou pro vstup do Evropské unie. Tyto podmínky byly obsaženy v tzv. kodaňských kritériích.
| Estonsko | Estonsko | Estonsko | Lotyšsko | Lotyšsko | Lotyšsko | Litva   | Litva | Litva |
|          | 1934     | 1959     |          | 1935     | 1959     |         | 1938  | 1959  |
| -------- | -------- | -------- | -------- | -------- | -------- | ------- | ----- | ----- |
| Estonci  | 977      | 893      | Lotyši   | 1473     | 1298     | Litevci | 2075  | 2151  |
| Rusové   | 34       | 240      | Rusové   | 207      | 556      | Rusové  | 59    | 231   |

Tabulka znázorňuje velký nárůst ruské menšiny v Estonsku, Lotyšsku a Litvě v období před druhou světovou válkou a po ní. Ve všech případech je tento nárůst více než dvojnásobný. Důvodem byla vysoká životní a ekonomická úroveň těchto zemí vůči zbytku SSSR.  Hlavní skupinu přistěhovalců tvořili dělníci a pak také někteří váleční veteráni a vojenští hodnostáři, kteří se rozhodli po válce zůstat v Pobaltí.

## Lotyšsko
V Lotyšsku byla vyhlášena nezávislost již v roce 1990, k úplnému odtržení však došlo až v roce 1991. Byla obnovena ústava a zákon o občanství z roku 1919, na základě toho obdrželi lotyšské občanství příslušníci státu, kteří měli státní občanství před rokem 1940 a jejich potomci. Také byl obnoven jazykový zákon, který vznikl již v roce 1989. O tři roky později byl lehce poupraven a lotyština získala ještě více podpory ze strany vlády. Stejně jako v Estonsku musí státní zaměstnanci ovládat místní úřední jazyk, zde je to tedy lotyština. Ruská menšina zde ztratila další práva, když bylo Rusům zakázáno volit. Vztahy s Rusy se postupně vylepšují ve všech pobaltských zemích, především díky tlaku Evropské unie, do které státy Lotyšska a Estonska, spolu s Litvou vstoupily v roce 2004, stejně jako do organizace NATO. Důvod byl především strach z Ruska a opětovné nadvlády, ze stejného důvodu odmítly vstup do SNS (Společenství nezávislých států), která nepřímo navazuje na SSSR a hlavní iniciativu v ní má Ruská federace. V současné době je ruská menšina v Lotyšsku opravdu značná, oficiální server „Latvijas Statistika“ uvádí, že v Lotyšsku je 26,9 % Rusů. Koncentrují se především ve městech, v hlavním městě Riga je až 50 % Rusů.

## Estonsko
Nezávislé od roku 1991, ve stejném roce v říjnu došlo k obnovení zákona o občanství z roku 1938. Občanství mohly menšiny získat naturalizací, což je proces, který zajistí osobě, bez příslušného státního občanství daného státu, v tomto případě Estonska, získání státní příslušnosti. Člověk tímto procesem získá stejná, nebo podobná práva jako občan, který se v daném státě narodil. Jedním ze základních kritérií pro získání občanství se stala znalost historie a perfektní ovládání estonského jazyka, což mnozí Rusové považují za diskriminaci. Především ve školství se klade velký důraz na estonštinu. Znalost jazyka je nutná i pro výkon funkce ve veřejné správě. Dále byl spolu s novou ústavou přijat i zákon, který dával právo volit pouze občanům s estonským státním občanstvím získaným v roce 1940 a dříve a jejich potomkům. Před rokem došlo k pozitivní motivaci z estonské strany, kdy nabídli místním Rusům možnost prodat jejich nemovitosti na volném trhu, což předtím měli zakázáno, a obdrželi také finanční odměnu, pokud se odstěhují. Mnoho Rusů této příležitosti využilo, nicméně většina neodešla do Ruska, ale do jiných evropských zemí.  Od roku 1993 získali právo volit i menšiny, které mají trvalý pobyt pět a více let na území Estonska. V roce 2010 tvořila ruská menšina 25 % z celkového obyvatelstva.  Největší nárůst byl ovšem zaznamenán v roce 1989, kdy tento poměr dosáhl hodnoty 30,3 %. V současné době jsou Rusové v Estonsku převážně koncentrováni ve městech, např. v hlavním městě Estonska Tallinnu je přes 37 % obyvatel ruské národnosti.  Postavení menšin v Estonsku se především díky nátlaku evropských zemí stále zlepšuje.  V roce 1998 byl přijat estonskou vládou dokument „Integrace Neestonců do estonské společnosti“, který podporuje zlepšení vztahů mezi estonskou částí obyvatelstva a menšinami. Hlavním cílem je zvýšení loajality menšin k Estonské republice a tolerance kultur menšin. K tomuto účelu přispívá i nadace pro integraci Neestonců, která pro tento účel vznikla. Byl také přijat program pro zlepšení podmínek a zvýšení dostupnosti výuky estonštiny, která je nezbytná pro získání státního občanství. Všem je nabízena výuka zdarma pro účely splnění zkoušek nutných k získání občanství. Stále ovšem nejsou estonsko-ruské vztahy ideální, navzájem se osočují. Estonsko např. naprosto odsuzuje Ruské vojenské aktivity v Čečensku, rusové naopak vytýkají Estonsku odmítnutí participace v SNS a diskriminaci menšin. Typický příklad, který ještě více prohloubil nepokoje, bylo např. přenesení bronzového ruského vojáka z centra na okraj města. Pro Rusy tato socha představovala symbol starých časů a evokuje jim pocit národní hrdosti, naopak pro místní je to symbol utrpení, kdy byli pod nadvládou SSSR a byli to naopak oni, kdo byli nuceni přizpůsobit se Rusku. V obou zemích mají ruské menšiny právo na výuku ve svém rodném jazyce, ovšem pouze na základním a středním stupni. Výuka na vysokých školách je vedena výhradně ve státním jazyce dané země, nejedná-li se o specializovanou výuku ruského jazyka. Ruský jazyk je v těchto zemích považován spíše za podřadný a obecně místními obyvateli jazyk neoblíbený a stejně jako ruská menšina považován spíše za druhořadý, ostatně stejně jako estonská menšina v Rusku. Většina obyvatel Pobaltí považuje ruskou menšinu za hrozbu, jelikož si na území jejich států vytváří vlastní kulturu a zvyky, typickým příkladem je třeba folklorní svátek “Dny ruské kultury”. Na uchování ruské kultury se např. podílí i Ruská kulturní asociace, která vznikla v Estonsku nedlouho poté, co Estonsko vyhlásilo samostatnost. Tato asociace se mimo jiné i snaží o ochranu práv menšin v zemi.

## Současná situace
Ruská minorita se soustřeďuje především do měst a to také z toho důvodu, že v minulosti byli Rusové povoláváni na pozice pracovníku v různých odvětvích průmyslu.
Koncentrace Rusů v hlavních městech:
- Riga (Lotyšsko) – asi 50 % obyvatel
- Tallinn (Estonsko) – asi 37 %
- Vilnius (Litva) – asi 14 %

Získání občanství v Lotyšsku a Estonsku je pro menšiny poněkud složitější úkol – občanství se získává na základě principu jus sanguinis a nebo naturalizací. Musí přitom prokázat výbornou znalost národního jazyka a historie. Naproti tomu v Litvě jsou podmínky benevolentnější – tam znalost litevštiny není povinností pro udělení občanství. Tato odlišnost v udělování státního občanství je dána především tím, že v Litvě je počet žijících Rusů, jakožto menšiny, nejnižší z Pobaltských zemí.